# 若い時計台
若い時計台（わかいとけいだい、英: Young Clock Tower）は、芸術家の岡本太郎が制作した芸術作品であり建造物である。

## 経緯
1966年に銀座ライオンズクラブから数寄屋橋ライオンズクラブが独立した際に、青少年の健全な育成を目的として両ライオンズクラブから東京都中央区に寄贈された時計台となる。

## 外観
作品の頭頂部には顔を模した時計が設置されている。また、夜間帯はライトアップが行われる。
岡本太郎は本作の作成に際し、「人間は本来八方に意欲を突き出し、情熱をほとばしらせながら生きたいのだ。時間を超えた時間、機械的でない、人間的な時間を表象したつもり」というメッセージを残している。

## 作品の修復活動
2001年に1度目の修復が行われている。また2011年には岡本太郎生誕100年記念事業の一環として、2度目の修復活動が行われている。